# Ludwig von Kalbermatten
Ludwig von Kalbermatten (* 4. Juli 1856 in Sitten; † 9. Juli 1896 in Reckingen, heimatberechtigt in Sitten und Reckingen) war ein Schweizer Politiker (Katholisch-Konservative).

## Biografie
Ludwig von Kalbermatten kam am 4. Juli 1856 in Sitten als Sohn des Oberstleutnants und Kommandanten eines Kavallerieregiments in piemontesischen Diensten Ludwig von Kalbermatten senior und der aus Reckingen stammenden Adele geborene Taffiner zur Welt. Er schloss zunächst ein Studium am Kollegium und an der Rechtsschule in Sitten ab. Daran anschliessend absolvierte er Praktika in einem italienischen Bankinstitut sowie in Leipzig.
In der Folge war er als Bankier in Sitten und Verwalter der staatlichen Guthaben und Güter tätig. Darüber hinaus nahm er Verwaltungsratsmandate für das Spital sowie die Hypothekarkasse von Sitten wahr. Ludwig von Kalbermatten, Vater des Chefbeamten Arnold de Kalbermatten, heiratete im Jahr 1882 Louise geborene du Fay de Lavallaz. Er verstarb am 9. Juli 1896 überraschend im Alter von nur 40 Jahren in Reckingen.
Als Parteimitglied der Katholisch-Konservativen vertrat er in den Jahren 1881 bis 1893 sowie 1894 bis 1896 den Bezirk Goms im Walliser Grossen Rat. Daneben amtierte er zwischen 1893 und 1896 als Bürgermeister von Sitten. Darüber hinaus nahm er für den Kanton von 1895 bis 1896 Einsitz in den Ständerat.